# 人字蛤属
人字蛤属（学名：Curvemysella）为猿頭蛤科的一个属。

## 物种
本属包括以下物种：
- 陷腹蛤 Curvemysella paula (A. Adams, 1856)[1][2]